# لاسکستا
لاسکستا (اسپانیایی: LaSexta‎؛ ‏تلفظ اسپانیایی: [la ˈseɣsta]؛ معنای تحت‌اللفظی: ششم) یک شبکهٔ تلویزیونی خصوصی اسپانیایی است که در آغاز در ۱۸ مارس ۲۰۰۱ با نام اولیهٔ «بکا تی‌وی» تأسیس شد و پخش آن در ۱ آوریل ۲۰۰۱ در همان سال آغاز شد. در ۲۱ ژوئیه ۲۰۰۳، این شبکه منحل و تعطیل شد، اما دو سال بعد در سال ۲۰۰۵، با نام جدید «لاسکستا» شروع به‌کار کرد که پخش آزمایشی‌اش در ۲۵ نوامبر ۲۰۰۵ انجام پذیرفت و یک سال بعد، پخش رسمی خود را در ۲۷ مارس ۲۰۰۶ آغاز نمود. این شبکه در سال ۲۰۱۲ به مالکیت آترسمدیا درآمد.
از تولیدات اسپانیایی این شبکه می‌توان به اس‌ام‌اس: بی‌واهمه از رؤیا اشاره نمود. این شبکه همچنین برنامه‌ها و سریال‌های خارجی را نیز پخش می‌کند که از آن میان می‌توان به نام من ارل است، اداره، سوپرانوز، ان‌سی‌آی‌اس، دارودسته، آشنایی با مادر، فمیلی گای، فیوچراما، استخوان‌ها، ۳۰ راک، روان‌کاو، فرار از زندان و مردگان متحرک اشاره کرد.

## لوگوها
| Used from 2005 to 2007 | Used from 2007 to 2016 | Used from 2016 |
| ۲۰۰۵ تا ۲۰۰۷           | ۲۰۰۷ تا ۲۰۱۶           | از سال ۲۰۱۶    |
| ---------------------- | ---------------------- | -------------- |